# Gézaincourt
Gézaincourt est une commune française située dans le département de la Somme, en région Hauts-de-France.

## Géographie

### Localisation
Gézaincourt est un village picard de l'Amiénois proche du Ponthieu.
Limitrophe de Doullens, la localité est située à 28 km au nord d'Amiens, 35 km à l'est d'Abbeville et à 36 km au sud-ouest d'Arras à vol d'oiseau.
Le territoire de la commune est limitrophe de ceux de cinq communes.
Les communes limitrophes sont  Beauval, Candas, Doullens, Hem-Hardinval et Longuevillette.

### Hydrographie

#### Réseau hydrographique
La commune est située dans le bassin Artois-Picardie. Elle est drainée par la Gezincourtoise et le Bagneux,.

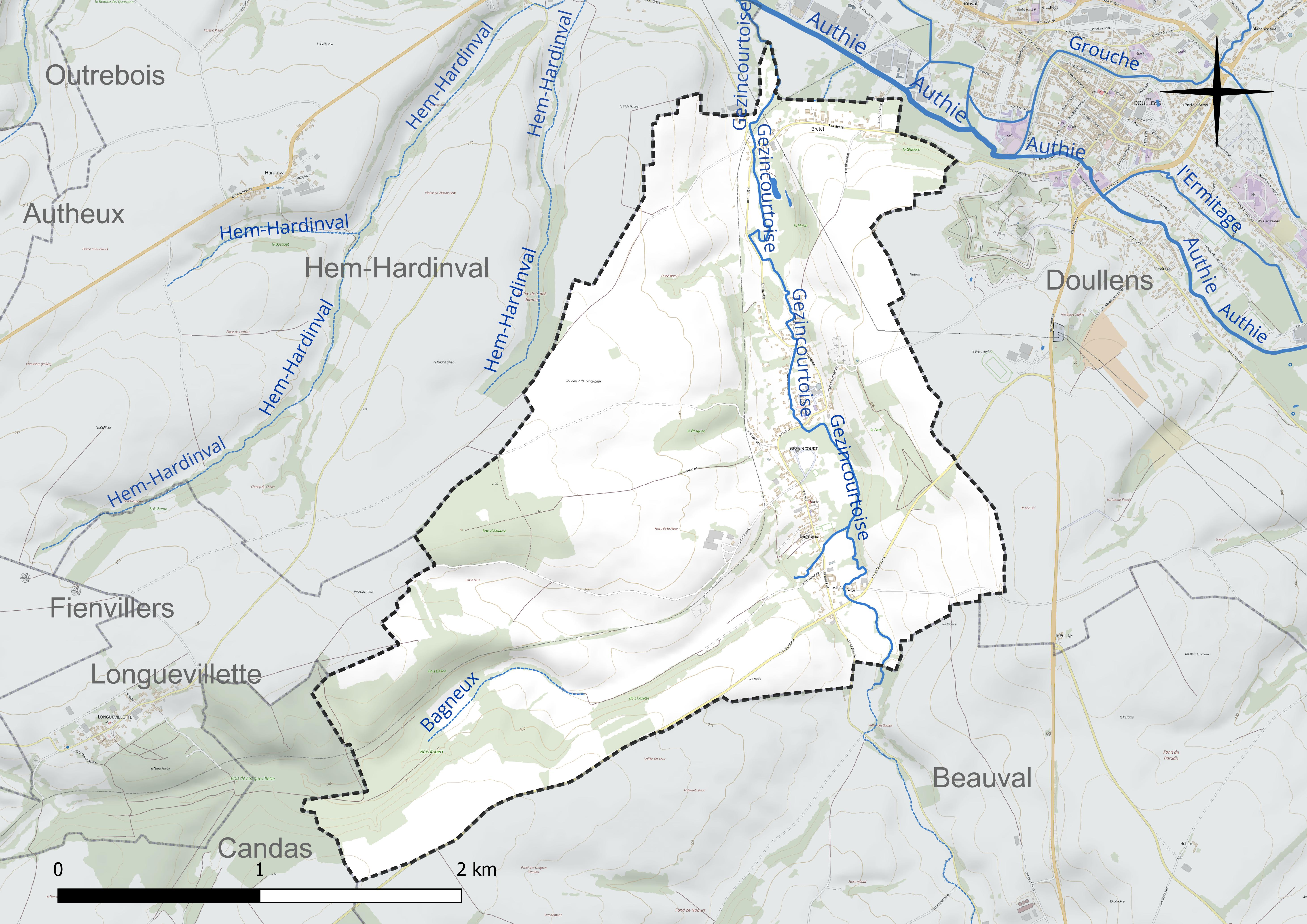
Réseau hydrographique de Gézaincourt.

#### Gestion et qualité des eaux
Le territoire communal est couvert par le schéma d'aménagement et de gestion des eaux (SAGE) « Authie ». Ce document de planification concerne un territoire de 1 253 km2 de superficie, délimité par le bassin versant de l'Authie. Le périmètre a été arrêté le 5 août 1999 et le SAGE proprement dit est, en 2024, en cours d'élaboration. La structure porteuse de l'élaboration et de la mise en œuvre est le syndicat mixte Canche Et Authie.
La qualité des cours d'eau peut être consultée sur un site dédié géré par les agences de l'eau et l'Agence française pour la biodiversité.

### Climat
Pour des articles plus généraux, voir Climat des Hauts-de-France et Climat de la Somme.
En 2010, le climat de la commune est de type climat océanique dégradé des plaines du Centre et du Nord, selon une étude du CNRS s'appuyant sur une série de données couvrant la période 1971-2000. En 2020, Météo-France publie une typologie des climats de la France métropolitaine dans laquelle la commune est exposée à un climat océanique et est dans la région climatique Côtes de la Manche orientale, caractérisée par un faible ensoleillement (1 550 h/an) ; forte humidité de l'air (plus de 20 h/jour avec humidité relative > 80 % en hiver), vents forts fréquents.
Pour la période 1971-2000, la température annuelle moyenne est de 10 °C, avec une amplitude thermique annuelle de 14,2 °C. Le cumul annuel moyen de précipitations est de 830 mm, avec 12,8 jours de précipitations en janvier et 8,9 jours en juillet. Pour la période 1991-2020, la température moyenne annuelle observée sur la station météorologique la plus proche, située sur la commune de Bernaville à 11 km à vol d'oiseau, est de 10,4 °C et le cumul annuel moyen de précipitations est de 877,3 mm,. Pour l'avenir, les paramètres climatiques de la commune estimés pour 2050 selon différents scénarios d'émission de gaz à effet de serre sont consultables sur un site dédié publié par Météo-France en novembre 2022.

## Urbanisme

### Typologie
Au 1er janvier 2024, Gézaincourt est catégorisée commune rurale à habitat dispersé, selon la nouvelle grille communale de densité à sept niveaux définie par l'Insee en 2022.
Elle est située hors unité urbaine. Par ailleurs la commune fait partie de l'aire d'attraction d'Amiens, dont elle est une commune de la couronne,. Cette aire, qui regroupe 369 communes, est catégorisée dans les aires de 200 000 à moins de 700 000 habitants,.

### Occupation des sols
L'occupation des sols de la commune, telle qu'elle ressort de la base de données européenne d'occupation biophysique des sols Corine Land Cover (CLC), est marquée par l'importance des territoires agricoles (79,1 % en 2018), une proportion identique à celle de 1990 (79,1 %). La répartition détaillée en 2018 est la suivante : 
terres arables (54,1 %), zones agricoles hétérogènes (12,6 %), prairies (12,4 %), forêts (11 %), zones urbanisées (9,9 %). L'évolution de l'occupation des sols de la commune et de ses infrastructures peut être observée sur les différentes représentations cartographiques du territoire : la carte de Cassini (XVIIIe siècle), la carte d'état-major (1820-1866) et les cartes ou photos aériennes de l'IGN pour la période actuelle (1950 à aujourd'hui).

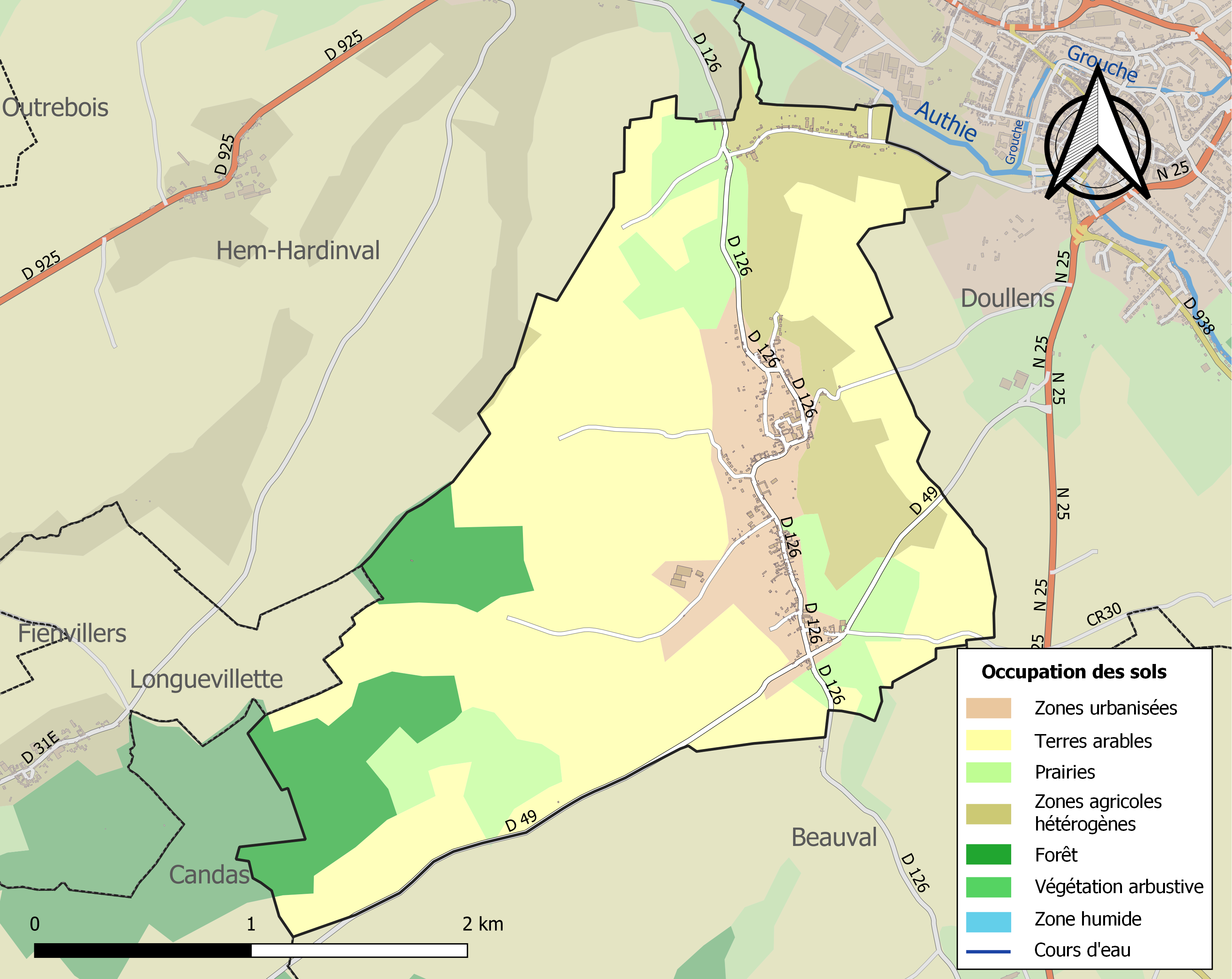
Carte des infrastructures et de l'occupation des sols de la commune en 2018 (CLC).

### Voies de communication et transports
La localité est desservie par les autocars du réseau inter-urbain Trans'80, la ligne no 58 (Auxi-le-Château - Doullens), le jeudi et le samedi, jours de marché.

## Toponymie
Le nom de la localité est attesté sous les formes Gezini curtis ; Gésainecourt en 1240 ; Gisencourt en 1276 ; Gézainecourt en 1301 ; Gisainecourt en 1303 ; Gésaincourt en 1383 ; Gizencourt au XIVe siècle ; Gézamecourt en 1567 ; Gézincourt en 1582 ; Gosaincourt — Sésaincourt en 1648 ; Gézencourt en 1710 ; Gézancourt en 1753 ; Gesencourt en 1778 ; Gésincourt en 1784 ; Gézaincourt en 1784.
Beaucoup de noms de villages se terminent par -court. Ce sont le plus souvent des hameaux ou de petits villages ; l'appellatif toponymique -court (> français moderne cour) est issu du gallo-roman CORTE qui signifie « domaine ». Cet appellatif est généralement précédé d'un nom de personne germanique. Ces formations toponymiques datent du Moyen Âge. Cette façon de nommer les lieux serait liée à l'apport germanique du VIe siècle,.
Brétel, hameau au nord de la commune, est attesté sous les formes Braytellam vers 1040 et 1055, Braietel en 1202 ; Braitel en 1243 ; Braiteil en 1243 ; Braieteil en 1243 ; Le Frétel en 1384 ; Brestel en 1424 ; Bretelle en 1579 ; Bretel en 1733 ; La Motte Bretel en 1784 ; Bretel-les-Gézaincourt.

## Histoire

### Moyen Âge
La seigneurie de Gézaincourt est tenue du roi, à cause de son château de Doullens. Elle semble avoir appartenu à la famille Fretel, qui possède également celle de Visme-en-Vimeu.
Gézaincourt se voit octroyer une charte de commune en 1240 par son seigneur, le chevalier Robert Frestel.

### Première Guerre mondiale
Un hôpital de tentes est installé à Bagneux-Gézaincourt, il sert de poste de soins et d'évacuation des blessés lors du conflit.

## Politique et administration
| Période                                  | Période                      | Identité            | Étiquette    | Qualité |
| ---------------------------------------- | ---------------------------- | ------------------- | ------------ | --- |
| Les données manquantes sont à compléter. |                              |                     |              | |
| 1977                                     | 2001                         | Christian Vlaeminck | DVD puis UDI | Directeur d'établissement social et médico-social Maire de Doullens (2001 → 2020) Conseiller général de Doullens (1992 → 2015) Président de la CC du Doullennais (? → 2016) Chevalier de l'Ordre national du Mérite, titulaire des Palmes Académiques |
| mars 2001                                | 2020                         | Alain Chevalier     |              | Retraité |
| 2020,                                    | En cours (au 8 octobre 2020) | Martine Botte       |              | Directrice du Centre de formation de l'apprentissage public de l'académie d'Amiens |

## Population et société

### Démographie
L'évolution du nombre d'habitants est connue à travers les recensements de la population effectués dans la commune depuis 1793. Pour les communes de moins de 10 000 habitants, une enquête de recensement portant sur toute la population est réalisée tous les cinq ans, les populations de référence des années intermédiaires étant quant à elles estimées par interpolation ou extrapolation. Pour la commune, le premier recensement exhaustif entrant dans le cadre du nouveau dispositif a été réalisé en 2005.

En 2022, la commune comptait 399 habitants, en évolution de −4,77 % par rapport à 2016 (Somme : −1,26 %, France hors Mayotte : +2,11 %).
| 1793 | 1800 | 1806 | 1821 | 1831 | 1836 | 1841 | 1846 | 1851 |
| ---- | ---- | ---- | ---- | ---- | ---- | ---- | ---- | ---- |
| 445  | 477  | 519  | 567  | 605  | 674  | 683  | 741  | 801  |

| 1856 | 1861 | 1866 | 1872 | 1876 | 1881 | 1886 | 1891 | 1896 |
| ---- | ---- | ---- | ---- | ---- | ---- | ---- | ---- | ---- |
| 775  | 785  | 815  | 802  | 767  | 666  | 658  | 722  | 666  |

| 1901 | 1906 | 1911 | 1921 | 1926 | 1931 | 1936 | 1946 | 1954 |
| ---- | ---- | ---- | ---- | ---- | ---- | ---- | ---- | ---- |
| 654  | 626  | 614  | 579  | 503  | 488  | 467  | 499  | 486  |

| 1962 | 1968 | 1975 | 1982 | 1990 | 1999 | 2005 | 2006 | 2010 |
| ---- | ---- | ---- | ---- | ---- | ---- | ---- | ---- | ---- |
| 485  | 505  | 497  | 470  | 476  | 466  | 446  | 443  | 404  |

| 2015 | 2020 | 2022 | - | - | - | - | - | - |
| ---- | ---- | ---- | - | - | - | - | - | - |
| 415  | 399  | 399  | - | - | - | - | - | - |

### Enseignement
Un syndicat scolaire (Sivu) liant la commune à celle de Hem-Hardinval gère le transport scolaire et les activités péri-scolaires.
Les deux communes sont organisées en regroupement pédagogique intercommunal (RPI).

## Culture locale et patrimoine

### Lieux et monuments
- Église Saint-Martin. Elle renferme une crucifixion réalisée par Gustave Riquet.
- Le château de Gézaincourt, probablement édifié au milieu du XIIIe siècle. Il a été reconstruit en 1846 par le baron Lallart de Lebucquière. Édifié en pierre crayeuse, il est converti en colonie de vacances de la Caisse d'allocations familiales de Valenciennes[37].
- Deux cimetières de la Commonwealth War Graves Commission :
  - Bagneux British Cemetery
  - Gézaincourt Communal Cemetery Extension

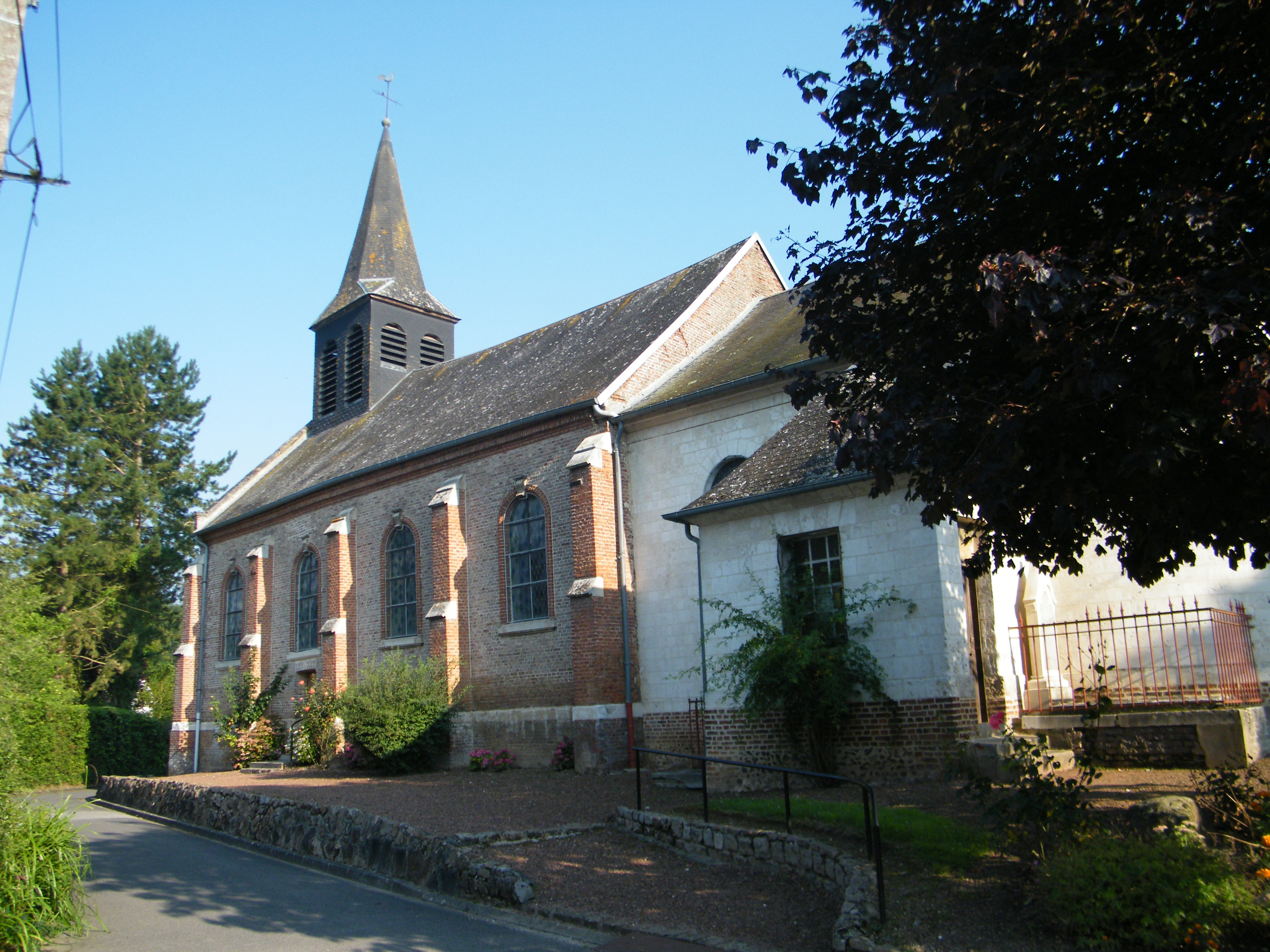
L'église Saint-Martin.
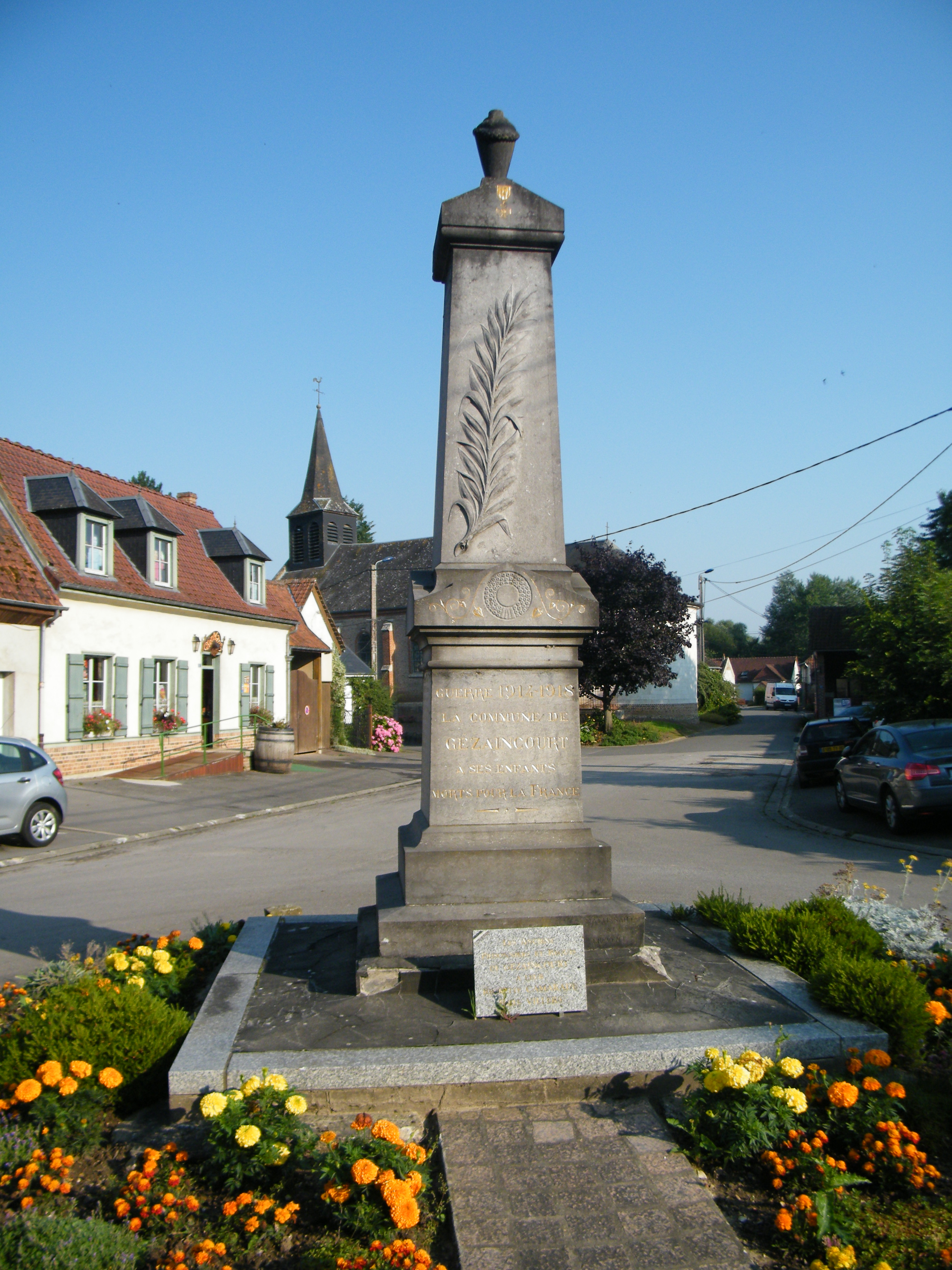
Monument aux morts.
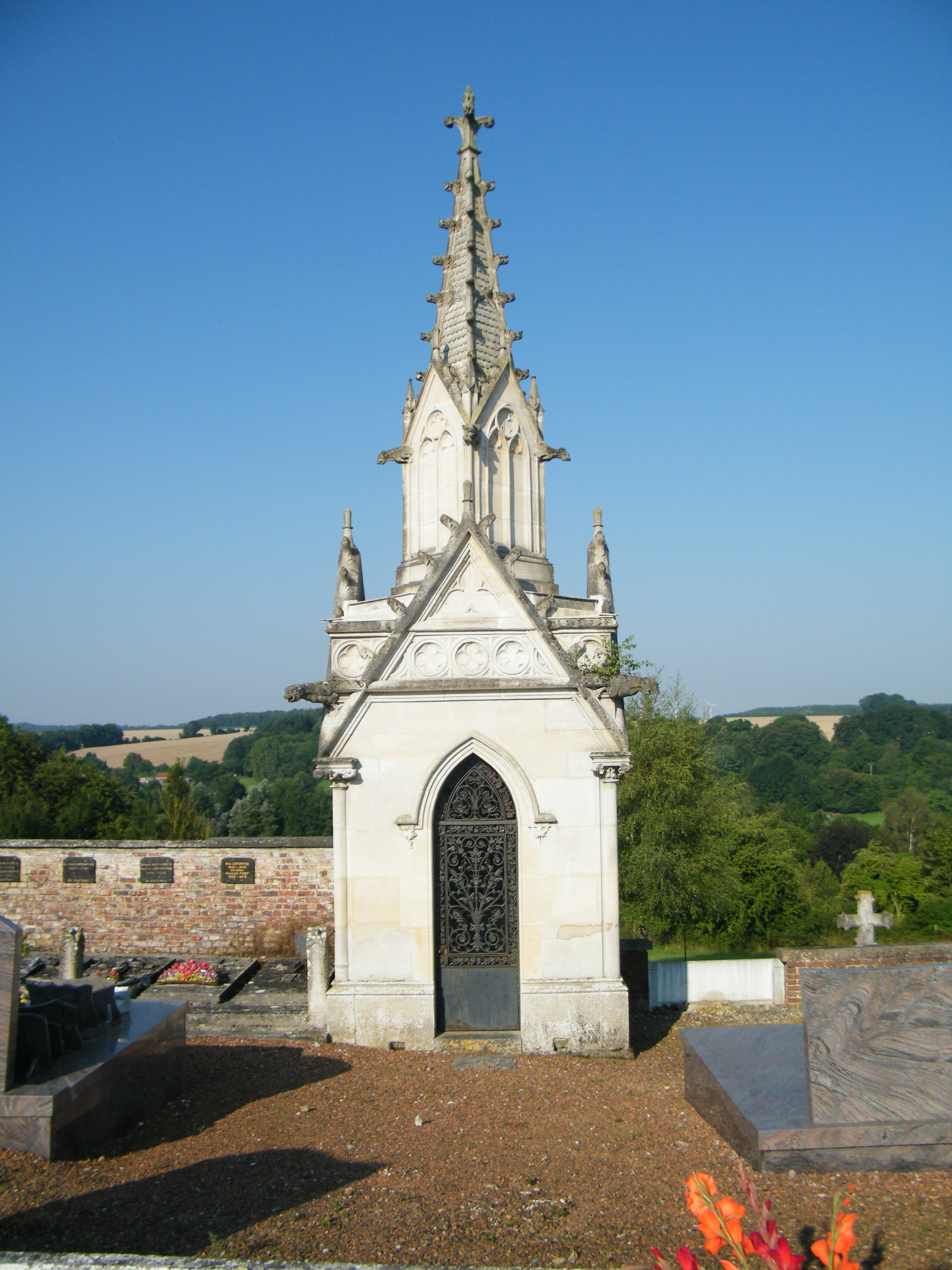
Chapelle-fondation dans le cimetière.
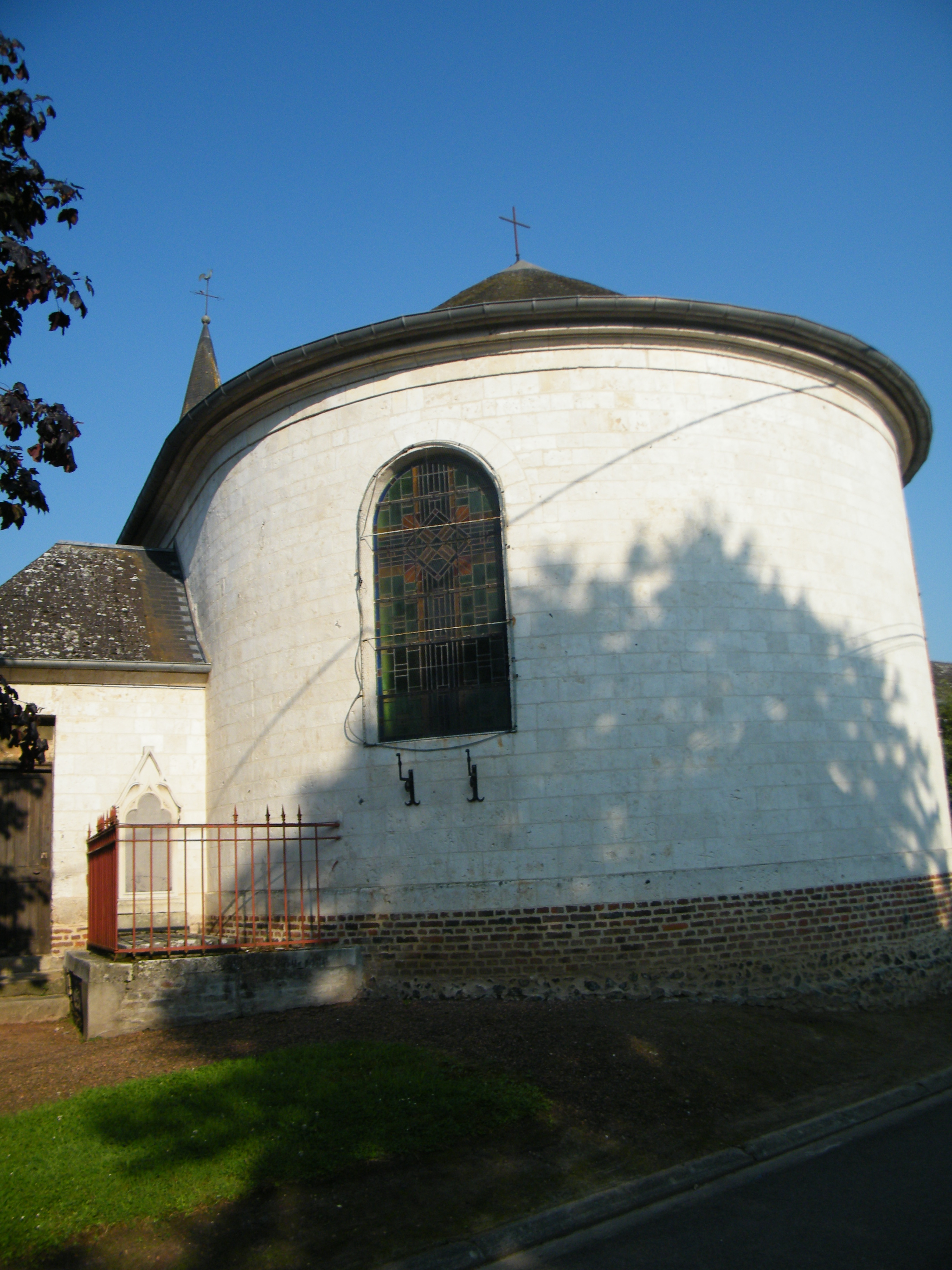
Chevet de Saint-Martin.

### Personnalités liées à la commune
François, Casimir, Fulgence Carpentier, né le 1er janvier 1799 à Gézaincourt, professeur de philosophie au collège de Beauvais, chevalier de la Légion d'honneur en 1847.

### Héraldique
| Blason de Gézaincourt | Blason  | D'or à trois quintefeuilles de gueules mal ordonnées.                                                                                |
| Blason de Gézaincourt | Détails | La famille De Fouquesolles fut seigneur du lieu au XVIIIe siècle. La commune s'est inspirée de ses armes pour constituer son blason. |